# Acropsopilio venezuelensis
Acropsopilio venezuelensis is een hooiwagen uit de familie Caddidae. De wetenschappelijke naam van Acropsopilio venezuelensis gaat  terug op González-Sponga.